# Roland Van De Rijse
Roland Van De Rijse (Beernem, 2 augustus 1942) is een Belgisch voormalig wielrenner.

## Carrière
Van De Rijse won een aantal lokale wedstrijden waarvan de bekendste de Grote Prijs Marcel Kint en Dr Tistaertprijs zijn. Hij won brons in de ploegentijdrit op het wereldkampioenschap 1964 en nam later dat jaar deel aan de Olympische Spelen in zowel de ploegenachtervolging als de ploegentijdrit.

## Overwinningen
1964
 Wereldkampioenschap TTT
1965
Elfstedenronde (onafhankelijken)
Waasmunster
Oostkamp
1966
Meerbeke
Haaltert
Grote Prijs Marcel Kint
1967
Oostkamp
Ledegem
Dr Tistaertprijs
1969
Oedelem
1970
Celles

## Resultaten in de voornaamste wedstrijden
| Jaar | Ronde van Italië | Ronde van Frankrijk | Ronde van Spanje |
| ---- | ---------------- | ------------------- | ---------------- |
| 1965 |                  | 58e                 |                  |
| 1966 |                  |                     |                  |
| 1967 |                  |                     | 61e              |
| 1968 | 85e              |                     |                  |
| 1969 |                  |                     | 66e              |

| Jaar | Gent-Wevelgem | Ronde van Vlaanderen |
| ---- | ------------- | -------------------- |
| 1965 |               |                      |
| 1966 | 42e           |                      |
| 1967 |               | 66e                  |
| 1968 | 44e           |                      |
| 1969 |               | 28e                  |

Wielerploegen van Roland Van De Rijse
Andries ·
Baudeweijns ·
Beheydt ·
Blockx ·
Bocklant ·
Boonen ·
Boons ·
Bosmans ·
Boucquet ·
Brands ·
Claes ·
Corstjens ·
Couchez ·
De Loof ·
Demunster (vanaf 14/06) · 
De Pré ·
De Wilde ·
Delameilleure ·
Delefortrie ·
Eeckhout ·
Esprit ·
Eugen ·
Everaerts ·
Foré ·
Frennet ·
Gaelens ·
Gekière ·
Gevaert ·
Gomes de Carvalho ·
Goots ·
Haelterman ·
Haven ·
Hoogewijs ·
Hoskens (vanaf 18/08) ·
Houbrechts ·
Huygens ·
R. Joosen ·
M. Joosen ·
Kindermans ·
Lauwers ·
Lenaers ·
Leijten ·
Meert ·
Miele ·
Molenaers ·
Nolmans ·
Ongenae ·
Planckaert ·
Post ·
Reybrouck ·
Roman ·
Samyn ·
Schütz ·
Sersté ·
Steyaert ·
Thomaes ·
Van De Rijse (vanaf 09/06) ·
Vandenberghe ·
Van Haverbeke ·
Van Loo ·
Van Poucke ·
Van Tongerloo ·
Van Vlierberghe ·
Van Wynsberghe ·
Vanclooster · 
Van Damme ·
Vandromme ·
Vanheste (vanaf 16/05) ·
Vanhevel ·
van de Ven ·
Vergauwe ·
Vermaelen ·
H. Vrancken ·
R. Vrancken · 
Vyncke ·
van der Vleuten